# Brookhaven (Pensilvania)
Brookhaven es un borough ubicado en el condado de Delaware en el estado estadounidense de Pensilvania. En el año 2000 tenía una población de 7 985 habitantes y una densidad poblacional de 1816,7 personas por km².

## Geografía
Brookhaven se encuentra ubicado en las coordenadas 39°52′14″N 75°23′27″O / 39.87056, -75.39083

## Demografía
Según la Oficina del Censo en 2000 los ingresos medios por hogar en la localidad eran de $48,289 y los ingresos medios por familia eran $58,271. Los hombres tenían unos ingresos medios de $40,158 frente a los $32,155 para las mujeres. La renta per cápita para la localidad era de $23,706. Alrededor del 3.6% de la población estaba por debajo del umbral de pobreza.